# Pohořany (Žitenice)
Pohořany (něm. Pohorschan), jsou vesnice, která je dnes místní částí obce Žitenice v okrese Litoměřice v Ústeckém kraji. Leží na jižních svazích Českého středohoří. Od severu chráněná zalesněnými masivy Křížové hory (590 m n. m.) a Liščína (437 m n. m.). Na jihu s výhledem na nedaleké Litoměřice a polabí s posvátnou horou Říp.

## Historie
První písemné zmínky o vesnici ležící 310 m n. m. pocházejí z roku 1302, kdy patřily litoměřické kapitule. Od 15. století pak pánům z Roupova. Po bitvě na Bílé hoře 1620 je získala vyšehradská kapitula. Kolem roku 1830 připadla větší část vsi ploskovickému panství. V tomto roce patřilo ze 76 domů a 411 obyvatel vsi jen 18 domů a 98 lidí do Žitenic. V části ploskovického panství byl mlýn, v žitenickém pak hostinec, neboť podle uzavřených smluvních vztahů nesměla nikdy ploskovická vrchnost provozovat ve své části hostinec. Nejvíce obyvatel zde žilo v roce 1900 převážně německé národnosti. Po druhé světové válce došlo k odsunu těchto obyvatel a po příchodu obyvatel z vnitrozemí se stav s mírnými výkyvy držel až do 90. let 20. století mírně nad třemi sty obyvateli.

## Obyvatelstvo
|           | 1869 | 1880 | 1890 | 1900 | 1910 | 1921 | 1930 | 1950 | 1961 | 1970 | 1980 | 1991 | 2001 | 2011 |
| --------- | ---- | ---- | ---- | ---- | ---- | ---- | ---- | ---- | ---- | ---- | ---- | ---- | ---- | ---- |
| Obyvatelé | 405  | 477  | 466  | 463  | 490  | 443  | 419  | 316  | 361  | 349  | 336  | 317  | 354  | 424  |
| Domy      | 77   | 85   | 88   | 88   | 92   | 95   | 97   | 85   | 82   | 83   | 84   | 104  | 111  | 135  |

## Současnost

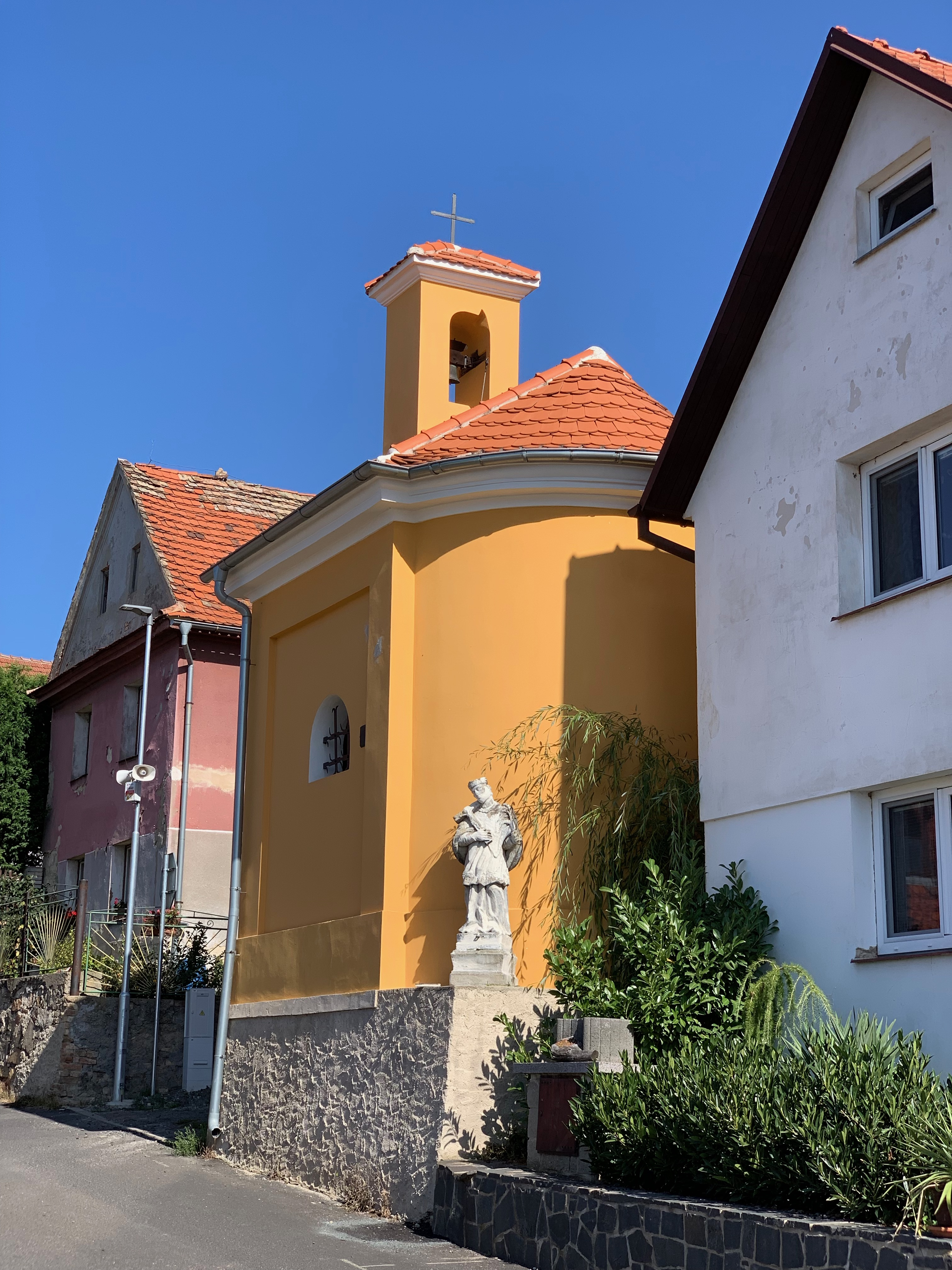
Kaple sv. Floriána v Pohořanech

Ve vesnici přibývá rodinných domů, které dnes již zástavbou splývají se Žitenicemi. Zástavba je protažená podél průjezdné silnice vedoucí ze Žitenic do Ploskovic. Hodnotnější architekturu reprezentují pozdně empírová kaple sv. Floriána z roku 1842, obnovená v roce 1935. Nedaleko ní stojí pískovcová socha sv. Jana Nepomuckého a několik lidových staveb s dochovanými dřevěnými konstrukcemi. Ve vesnici také probíhá rekreačně zahrádkářská činnost. Obyvatelé ve dnech pracovního volna tráví svůj čas chalupařením a prací v sadech, na teplých jižních svazích se pěstuje hlavně meruňky.